# 이너 서클 (프로레슬링)
이너 서클은 크리스 제리코를 주축으로, 2019년 결성된 올 엘리트 레슬링의 악역 스테이블이다.
2022년 3월 9일 기존 멤버 제리코, 제이크 헤이거를 주축으로 2.0, 대니얼 가르시아를 영입하며 제리코 어프리시세이션
소사이어티라는 새로운 이름으로 변경된다.